# Jovellana violacea
Jovellana violacea là một loài thực vật có hoa trong họ Calceolariaceae. Loài này được (Cav.) G. Don mô tả khoa học đầu tiên năm 1838.

## Hình ảnh

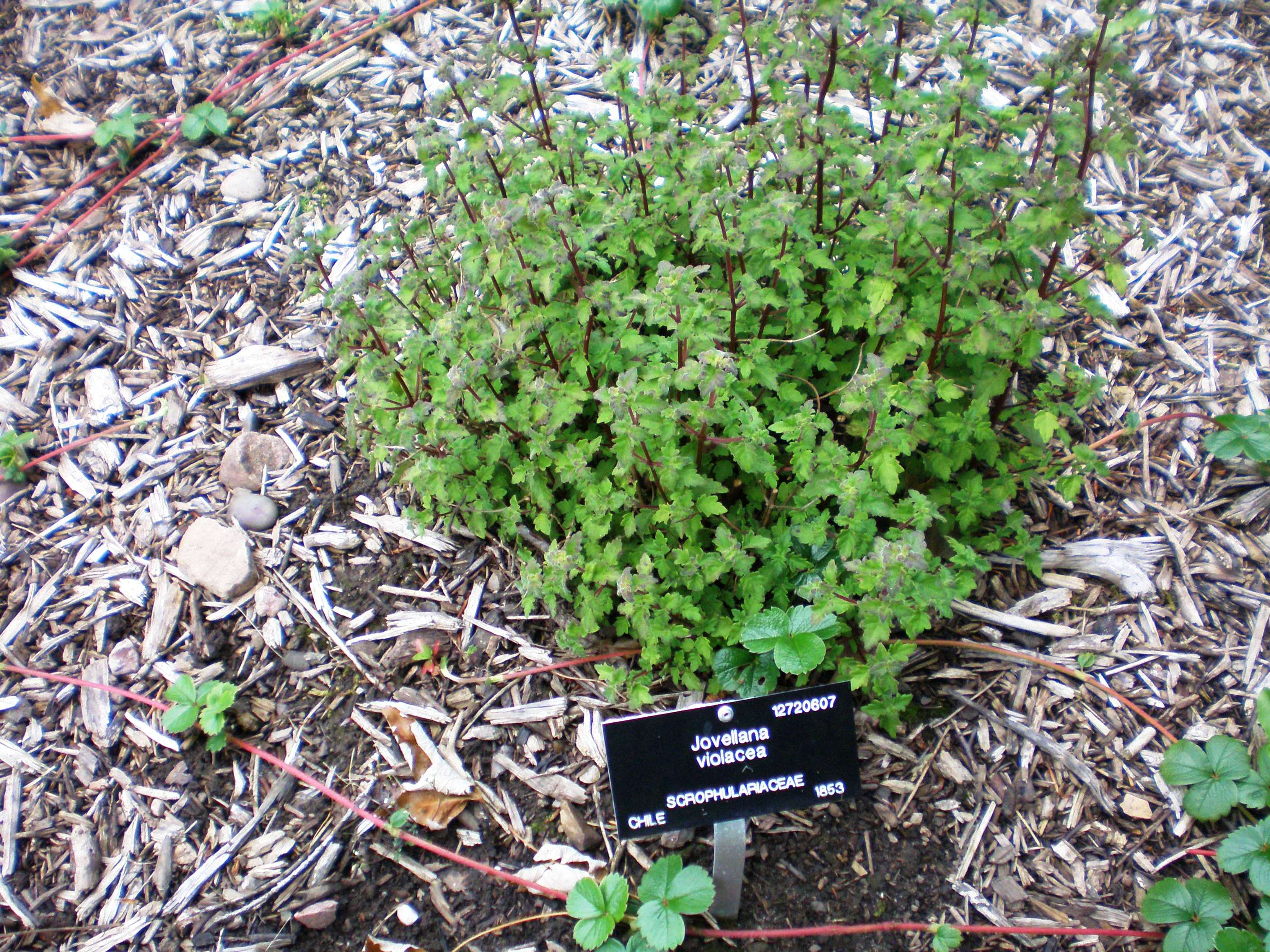